# Grand Prix Niemiec 1977
Grand Prix Niemiec 1977 (oryg. Großer Preis von Deutschland) – 11. runda Mistrzostw Świata Formuły 1 w sezonie 1977, która odbyła się 31 lipca 1977, po raz drugi na torze Hockenheimring.
39. Grand Prix Niemiec, 25. zaliczane do Mistrzostw Świata Formuły 1.

## Klasyfikacja
| Legenda oznaczeń w tabelach wyników Wyświetl szablon na nowej stronie | Legenda oznaczeń w tabelach wyników Wyświetl szablon na nowej stronie                                                                     |
| Oznaczenie                                                            | Wyjaśnienie |
| --------------------------------------------------------------------- | --- |
| Złoty                                                                 | Zwycięzca lub mistrzostwo |
| Srebrny                                                               | 2. miejsce lub wicemistrzostwo |
| Brązowy                                                               | 3. miejsce lub II wicemistrzostwo |
| Zielony                                                               | Ukończył, punktował (w klasyfikacji generalnej, gdy zdobył co najmniej jeden punkt na przestrzeni sezonu, poza trzema powyższymi opcjami) |
| Niebieski                                                             | Ukończył, nie punktował (w klasyfikacji generalnej, gdy nie zdobył co najmniej jednego punktu na przestrzeni sezonu)                      |
| Czerwony                                                              | Nie zakwalifikował się (NZ) |
| Czerwony                                                              | Nie prekwalifikował się (NPK) |
| Różowy                                                                | Nie ukończył (NU) |
| Różowy                                                                | Niesklasyfikowany (NS) (w klasyfikacji generalnej, gdy nie został sklasyfikowany w żadnym wyścigu sezonu)                                 |
| Czarny                                                                | Zdyskwalifikowany (DK) |
| Czarny                                                                | Wykluczony (WYK/EX) |
| Biały                                                                 | Nie wystartował (NW) |
| Biały                                                                 | Kontuzjowany (K/INJ) |
| Biały                                                                 | Wyścig odwołany (OD/C) |
| Bez koloru                                                            | Został wycofany (WYC/WD) |
| Bez koloru                                                            | Nie przybył (NP/DNA) |
| Bez koloru                                                            | Nie brał udziału w treningach (NT/DNP) |
| Bez koloru                                                            | Nie został zgłoszony (–) |
| Pogrubienie                                                           | Start z pole position |
| Kursywa                                                               | Najszybsze okrążenie wyścigu |
| †                                                                     | Nie ukończył, ale jego rezultat został zaliczony ze względu na przejechanie więcej niż 90% dystansu wyścigu.                              |
| *                                                                     | Sezon w trakcie |
| 1/2/3                                                                 | Punktowana pozycja w sprincie kwalifikacyjnym                                                                                             |
| Lista systemów punktacji Formuły 1                                    | |

| Poz. | Nr. | Kierowca           | Konstruktor        | Okrążeń | Czas/powód NU | Poz. start. | Punktów |
| ---- | --- | ------------------ | ------------------ | ------- | ------------- | ----------- | ------- |
| 1    | 11  | Niki Lauda         | Ferrari            | 47      | 1:31:49.3     | 3           | 9       |
| 2    | 20  | Jody Scheckter     | Wolf-Ford          | 47      | +14.33 sek.   | 1           | 6       |
| 3    | 8   | Hans Joachim Stuck | Brabham-Alfa Romeo | 47      | +20.9 sek.    | 5           | 4       |
| 4    | 12  | Carlos Reutemann   | Ferrari            | 47      | +60.27 sek.   | 8           | 3       |
| 5    | 19  | Vittorio Brambilla | Surtees-Ford       | 47      | +87.37 sek.   | 10          | 2       |
| 6    | 23  | Patrick Tambay     | Ensign-Ford        | 47      | +89.81 sek.   | 11          | 1       |
| 7    | 18  | Vern Schuppan      | Surtees-Ford       | 46      | +1 okrążenie  | 19          |         |
| 8    | 9   | Alex Ribeiro       | March-Ford         | 46      | +1 okrążenie  | 20          |         |
| 9    | 3   | Ronnie Peterson    | Tyrrell-Ford       | 42      | Silnik        | 14          |         |
| 10   | 16  | Riccardo Patrese   | Shadow-Ford        | 42      | Koło          | 16          |         |
| NU   | 24  | Rupert Keegan      | Hesketh-Ford       | 40      | Wypadek       | 23          |         |
| NU   | 5   | Mario Andretti     | Lotus-Ford         | 34      | Silnik        | 7           |         |
| NU   | 1   | James Hunt         | McLaren-Ford       | 32      | Pompa paliwa  | 4           |         |
| NU   | 6   | Gunnar Nilsson     | Lotus-Ford         | 31      | Silnik        | 9           |         |
| NU   | 2   | Jochen Mass        | McLaren-Ford       | 26      | Skrz. biegów  | 13          |         |
| NU   | 4   | Patrick Depailler  | Tyrrell-Ford       | 22      | Silnik        | 15          |         |
| NU   | 26  | Jacques Laffite    | Ligier-Matra       | 21      | Silnik        | 6           |         |
| NU   | 25  | Héctor Rebaque     | Hesketh-Ford       | 20      | Silnik        | 24          |         |
| NU   | 30  | Brett Lunger       | McLaren-Ford       | 14      | Wypadek       | 21          |         |
| NU   | 10  | Ian Scheckter      | March-Ford         | 9       | Sprzęgło      | 19          |         |
| NU   | 7   | John Watson        | Brabham-Alfa Romeo | 8       | Silnik        | 2           |         |
| NU   | 34  | Jean-Pierre Jarier | Penske-Ford        | 5       | Przen napędu  | 12          |         |
| NU   | 17  | Alan Jones         | Shadow-Ford        | 0       | Wypadek       | 17          |         |
| NZ   | 35  | Hans Heyer         | Penske-Ford        | 9       | Przen napędu  | 25          |         |
| NZ   | 27  | Patrick Nève       | March-Ford         |         |               |             |         |
| NZ   | 36  | Emilio de Villota  | McLaren-Ford       |         |               |             |         |
| NZ   | 28  | Emerson Fittipaldi | Fittipaldi-Ford    |         |               |             |         |
| NZ   | 37  | Arturo Merzario    | March-Ford         |         |               |             |         |
| NZ   | 40  | Teddy Pilette      | BRM                |         |               |             |         |